# Dysmathia grosnyi
Dysmathia grosnyi är en fjärilsart som beskrevs av Rebillard 1958. Dysmathia grosnyi ingår i släktet Dysmathia och familjen Riodinidae. Inga underarter finns listade i Catalogue of Life.